# Black Coffee Blues
Black Coffee Blues é um livro escrito por Henry Rollins, com textos que ele escreveu entre 1989 e 1991. O livro é composto por sete partes: "124 Worlds", "Invisible Woman Blues", "Exhaustion Blues", "Black Coffee Blues", "Monster", "61 Dreams" e "I Know You". A publicação em 1992, pela 2.13.61, uma editora fundada pelo próprio Henry Rollins.
Mais tarde, Henry Rollins publicou mais dos livros com o mesmo título: "Black Coffee Blue Part 2: Do I Come Here Often?" (de 1996); e "Black Coffee Blue Part 3: Smile, You're Travelling" (de 2000).

## Álbum
| Críticas profissionais | Críticas profissionais |
| Avaliações da crítica  | Avaliações da crítica  |
| Fonte                  | Avaliação              |
| ---------------------- | ---------------------- |
| AllMusic               | [ 1 ]                  |

Em 1997, Henry Rollins lançou um audiolivro em que ele próprio faz a leitura de todo o álbum. O guitarrista Chris Haskett (que tocou com ele na Rollins Band) faz um acompanhamento de guitarra, enquanto Henry Rollins recita os textos.

### Faixas
Todas as faixas foram escritas por Henry Rollins e Chris Haskett.
| Disco 1 |                                      |         |  |
| N.º     | Título                               | Duração |  |
| 1.      | "Black Coffee Blues (Brisbane)"      | 13:05   |  |
| 2.      | "Black Coffee Blues (Berlin)"        | 9:11    |  |
| 3.      | "Black Coffee Blues (New York)"      | 9:14    |  |
| 4.      | "Black Coffee Blues (Geneva)"        | 9:10    |  |
| 5.      | "Black Coffee Blues (San Francisco)" | 9:39    |  |
| 6.      | "Black Coffee Blues (Georgia)"       | 13:48   |  |

| Disco 2 |                         |         |  |
| N.º     | Título                  | Duração |  |
| 1.      | "Invisible Woman Blues" | 5:01    |  |
| 2.      | "Monster"               | 20:09   |  |
| 3.      | "Exhaustion Blues"      | 13:14   |  |
| 4.      | "I Know You"            | 5:09    |  |